# راده شیام
راده شیام (به انگلیسی: Radhe Shyam) فیلمی هندی محصول سال ۲۰۲۲ و به کارگردانی رادها کریشان کومار است. در این فیلم بازیگرانی همچون پرابهاس، پوجا هگده، کریشنام راجو، بهاگیاشره، جاگاپاتی ببو، ساچین خدکار، کونال روی کاپور، جایارام، بینا بانرجی و آنورادها پاتل ایفای نقش کرده‌اند.